# Henri Jouan
Henri Jouan, né le 25 janvier 1821 à Tréauville et mort le 17 juin 1907 à Cherbourg, est un navigateur, géographe, naturaliste et ethnologue français.

## Biographie
Fils du général et ancien gouverneur de Cherbourg Jacques Casimir Jouan, il étudie au collège de Cherbourg, puis entre à l'École navale le 1er novembre 1836. Élève sur la Médée, il passe en juin 1839 sur la Belle Poule et est membre de l'équipage lors du rapatriement des cendres de Napoléon en 1840.
Lieutenant de vaisseau (février 1847), commandant du paquebot Missouri, à l'état-major de la frégate La Reine Blanche à La Réunion, en septembre 1851, il passe sur l'Artémise et parcourt le Pacifique de 1850 à 1855. Détaché aux Marquises de mai 1853 à juillet 1854, il vit à Hawaii puis à Monterey (Californie) avant de résider à Taiohae de janvier 1855 à novembre 1856.
Commandement de la goélette Kamehameha (1855), il est nommé  capitaine de frégate en 1863.
En 1857, il publie un Mémoire sur la navigation aux Marquises puis après un voyage en France, commande la Bonite (décembre 1859) à destination de la Nouvelle-Calédonie. Avec le botaniste Émile Deplanche, il explore l'île et visite à deux reprises la Nouvelle-Zélande.
Malade, il quitte la Nouvelle-Calédonie en mars 1863 avec une importante collection d'oiseaux dont il fait don au musée de Caen. Chef d'état-major de l'amiral Roze, commandant la division navale des mers de Chine, il est le commandant de La Sarthe en 1870 et assure la liaison entre Toulon et Saïgon.
Capitaine de vaisseau (1873), il commande en réserve le cuirassé Suffren, avant de diriger en 1876 la Division des Équipages de la Flotte.
Durant sa retraite en Normandie, il anime de nombreuses sociétés savantes et organise le Muséum Emmanuel-Liais de Cherbourg qu'il enrichit de ses collections. Il publie aussi des articles, pour la plupart sur l'Océanie et des ouvrages consacrés aux oiseaux, aux poissons et à la géologie de la Nouvelle-Calédonie et des archipels qui l'environnent. Il est président de la Société nationale des sciences naturelles et mathématiques de Cherbourg.
Il est inhumé au cimetière des Aiguillons à Cherbourg.

## Œuvres
- La navigation aux îles Marquises, Revue maritime, 1857
- Archipel des Marquises, 1858
- Les îles Loyalty, Revue maritime, 1861
- Documents sur la géologie de la Nouvelle-Calédonie, Bulletin de la Société linnéenne de Normandie, 1864
- Instructions nautiques sur la Nouvelle-Calédonie, avec Tardy de Montravel, 1867
- Essai sur la faune de la Nouvelle-Zélande, 1869
- Notes sur l'archipel Hawaiien, 1873
- La Polynésie, ses productions, sa formation, ses habitants, 1878
- Les îles du Pacifique, 1881
- La Chasse et la pêche des animaux marins, 1882
- À propos du peuplement de la Polynésie, 1884
- Les îles de l'Océanie, Bulletin de la Société de géographie de l'Est, 1885-1886

## Hommages
- Une exposition lui a été consacrée du vendredi 15 novembre 2013 au dimanche 26 janvier 2014 à Cherbourg[4].
- Officier de la Légion d'honneur (23 décembre 1865), nommé chevalier en 1857[5].